# Tiratoio degli Angeli
Il Tiratoio degli Angeli era un antico edificio dell'Arte della Lana a Firenze, situato nell'attuale via degli Alfani. In disuso, fu distrutto nel XVII secolo e al suo posto sorse il palazzo Guidi Raggio, tuttora esistente.

## Storia e descrizione
La lavorazione del panni di lana, un tempo una delle più redditizie di Firenze, necessitava, tra i vari passaggi lavorativi, di una stesura al fresco in terrazze coperte e aerate, dove essi, opportunamente stesi e "tirati", asciugassero dopo le operazioni di coloritura e lavaggio. Per tali operazioni l'Arte della lana possedeva alcune grandi strutture apposite denominate appunto "tiratoi". A Firenze se ne sono contati cinque principali: quello delle Grazie, al cui posto oggi sorge la Camera di Commercio, quello della Pergola, quello degli Angeli in via Alfani, e quello dell'Uccello in piazza di Cestello, che fu sostituito poi con l'unico edificio ancora esistente, il tiratoio di San Frediano in piazza del Tiratoio.
Il tiratoio degli Angeli doveva il suo nome all'antistante monastero di Santa Maria degli Angeli, ed era in una zona in cui l'Arte possedeva numerosi fabbricati: ne è esempio la vicina casa dell'Arte della Lana al canto alla Catena. I Giugni, proprietari dell'attiguo palazzo, acquistarono l'immobile e il terreno circostante verso la fine del Seicento, presumibilmente in occasione del matrimonio tra Niccolò Giugni e Luisa Giraldi (1691), in un momento in cui la famiglia molto aveva investito per ampliare ed arricchire la propria residenza. L'attuale edificio fu tuttavia eretto solo a Ottocento inoltrato.